# Luchovicy
Luchovicy (rusky Лухови́цы) jsou město v Moskevské oblasti v Ruské federaci. Při sčítání lidu v roce 2010 měly bezmála třicet tisíc obyvatel.

## Poloha a doprava
Luchovicy leží na jihovýchodě Moskevské oblasti ve vzdálenosti 135 kilometrů od Moskvy. K nim nejbližší větší město je Kolomna ležící přibližně dvaadvacet kilometrů severozápadně.
Přes Luchovicy prochází dálnice M-5 „Ural“ vedoucí z Moskvy do Čeljabinsku. Také přes ně prochází trať z moskevského Kazaňského nádraží do Rjazaně a Kazaně, na které je zde nádraží. Z něj vede i trať do dvacet kilometrů vzdáleného Zarajsku, která je ale dlouhodobě mimo provoz. Nedaleko města je letiště Treťjakovo.

## Dějiny
První zmínka o Luchovicích je z roku 1595, kdy patřily do Rjazaňské eparchie. Většího rozvoje se dočkaly až od šedesátých let devatenáctého století, kdy přes ně byla postavena trať z Moskvy do Rjazaně.
V roce 1948 se Luchovice staly sídlem městského typu a v roce 1957 městem.

## Průmysl
Ve městě je strojírenský průmysl, například zde v sedmdesátých letech dvacátého století probíhala sériová výroba letadel Iljušin Il-22.

## Sport
V letech 1968–2015 ve městě působil fotbalový klub FK Luchovicy.